# Edelfrei
Met edelfrei (Edelfreie of Edelinge) werden aanvankelijk die Germaanse edelen aangeduid, die zich van de andere vrije edelen onderscheiden doordat men voor hen het drievoudige weergeld moest betalen. Uit de Edelfreien ontwikkelde zich in de loop van de 12e eeuw in het Heilige Roomse Rijk de hoge adel in tegenstelling tot de in zijn oorsprong meestal onvrije dienstadel, de zogenaamde ministerialen.
In de middeleeuwen beduidde edel- of hochfrei, eenvoudig gezegd, dat een persoon van dynastieke komaf was. Edelfreien waren een staatsrechtelijke stand en hadden hun adelstand niet te danken aan een dienst- of leensverhouding. Ze waren alsdus aan geen andere families of dynastieën ondergeschikt (afgezien van de koning respectievelijk keizer.) en stonden met hun allodium (eigengoed) niet onder een leenheer. Het huidige begrip Uradel (oeradel, (al)oude adel) mag men niet met het begrip edelfrei worden verward, want dit laatste is van vroegere datum: alle geslachten, die nawijsbaar ten laatste omstreeks 1400 tot de ridderstand (ongeacht of ze oorspronkelijk edelfreien of ministerialen waren) behoorden, worden vandaag de dag als Uradel beschouwd. 
Vele edelfreie geslachten onderwierpen zich tijdens de hoge middeleeuwen aan machtigere feodale heren; voor deze families is in de wetenschappelijke literatuur de term "oorspronkelijk edelfrei" gebruikelijk. Deze onderwerping gebeurde niet altijd slechts onder dwang. Vele leenmannen zouden hoge posities aan het hof van hun leenheren bekleden, en de leenmanschap was vaak zeer lucratief. In het bijzonder in de periode van de territorialisering en door de opkomst van de geldeconomie waren vele edelfreien op de bescherming en ondersteuning van een machtigere wereldlijke of geestelijke leenheer aangewezen. Ook omgekeerd bestond er een afhankelijkheidsrelatie wat dat aangaat, daar grotere territoria slechts met de hulp van loyale vazallen konden worden beschermd en bestuurd.
Het aantal van families die edelfrei waren was begrensd. Er ontstond nu al snel een nieuwe maatschappelijke stand, namelijke die van de ministerialen. Deze nieuwkomers, van onvrije afkomst, slaagden er in het verloop van een eeuw in op te klimmen tot de lage adel. Het onderscheid met de oude edelfreie geslachten begonnen in toenemend mate te vervagen. Bij vele oorspronkelijk edelfreie adellijke families ontbraken derhalve betrouwbare bewijzen van hun dynastieke komaf.